# カルロス・レイノソ
カルロス・エンソ・エセセキエル・レイノソ・バルデネグロ（スペイン語: Carlos Enzo Exesequiel Reinoso Valdenegro、1945年3月7日 - ）は、チリとメキシコの元サッカー選手、現サッカー指導者。元チリ代表。選手時代のポジションはMF。

## クラブ歴
アウダックス・イタリアーノの下部組織出身で1962年にトップチームに昇格。
1970年にクラブ・アメリカのスカウトに発見され、同クラブに移籍。9年間在籍し、メキシコサッカー史上最優秀外国人、クラブ・アメリカ史上最優秀選手などと讃えられる活躍をした。この間にリーグ優勝は2回、コパ・メヒコ、カンペオン・デ・カンペオーネス、コパ・インテラメリカーナを1回為し遂げている。クラブ・アメリカでの成績は合計で364試合95得点で、出場記録としては外国人選手として最多、得点記録も十傑に入る結果を残した。
1979年から1981年にかけてデポルティーボ・ネサに在籍し、引退した。

## 代表歴
チリ代表としては1966年から1977年にかけて出場、1974 FIFAワールドカップ、コパ・アメリカ1975に出場した。

## 指導歴
1981年にクラブ・アメリカの監督に就任。1983-84シーズンにはリーグ優勝を達成。
1985年にタンピコ・マデロFCの監督に就任して以降は、メキシコ国内のクラブで指導を続けている。